# Gerda
A Gerda északi germán eredetű női név, a germán mitológiában Freyr isten feleségének a neve, jelentése: védőkerítés. Egyben a Gertrúd német beceneve is.

## Gyakorisága
Az 1990-es években igen ritka név, a 2000-es években nem szerepel a 100 leggyakoribb női név között.

## Névnapok
- január 30.[2]
- május 13.[2]
- augusztus 13.[2]
- szeptember 24.[2]

## Híres Gerdák
- Pikali Gerda színésznő
- Garamvölgyi Gerda ékszerművész
- Nikodém Gerda szinkronrendező